# Остропільський район
Остро́пільський райо́н — адміністративно-територіальна одиниця Української Радянської Соціалістичної Республіки, що існувала з 1935 по 1959 роки в складі Вінницької та Хмельницької (Кам'янець-Подільської) областей. Районний центр — село Остропіль. Площа території району становила 500 км² (1946).

## Населення
За даними перепису населення СРСР 1939 року кількість населення району становила 35 453 особи, з них українців — 32 270, росіян — 100, євреїв — 1 319, поляків — 647, інших — 217.

## Історія та адміністративний устрій
Утворений 13 лютого 1935 року, відповідно до постанови Президії Всеукраїнського центрального виконавчого комітету «Про склад нових адміністративних районів Вінницької області», у складі 27 сільських рад Старо-Костянтинівського (Іршиківська, Ладигинська, Лажавська, Левківська, Тувинська, Остропольська єврейська, Остропольська українська, Пасічнянська, Райківська, Сорбинівська, Фердинандівська, Харковецька, Хижниківська, Чорнявська, Юзефівська) та Любарського (Бичевська, Вишнопільська, Коржівська, Мартинівська, Михиринецька, Мшанецька, Ожарівська, Пишківська, Рогознянська, Северинівська, Цимбалівська, Яблунівська) районів Вінницької області.
22 вересня 1937 року, відповідно до постанови Центрального виконавчого комітету СРСР «Про поділ Харківської області на Харківську і Полтавську, Київської — на Київську і Житомирську, Вінницької — на Вінницьку і Кам'янець-Подільську і Одеської — на Одеську і Миколаївську області», район включено до складу новоутвореної Кам'янець-Подільської (від 4 лютого 1954 року — Хмельницька) області.
Станом на 1 вересня 1946 року площа території району становила 500 км², до складу району входили 27 сільських рад (Бичівська, Вишнопільська, Володарівська, Губинська, Іршиківська, Йосипівська, Коржівська, Ладигівська, Лажівська, Левківська, Липківська, Мартинівська, Махаринецька, Мшанецька, Ожарівська, Пасічнянська, Пишківська, Райківська, Рогознянська, Северинівська, Сербинівська, Старо-Остропільська, Харковецька, Хижницька, Цимбалівська, Чорнянська, Яблунівська), в підпорядкуванні котрих перебували 38 населених пунктів: 35 сіл та 3 хутори.
Ліквідований 23 вересня 1959 року, відповідно до указу Президії Верховної ради Української РСР № 53/33 «Про ліквідацію деяких районів Хмельницької області». Територію передано до складу Старокостянтинівського та Старосинявського районів Хмельницької області.